# Zlín Z 42
El Zlín Z 42 es un avión de entrenamiento checoslovaco biplaza monomotor fabricado por Moravan Otrokovice. Una versión más desarrollada, el Z 142, es la variante más popular de la línea de aviones de Moravan.

## Diseño y desarrollo

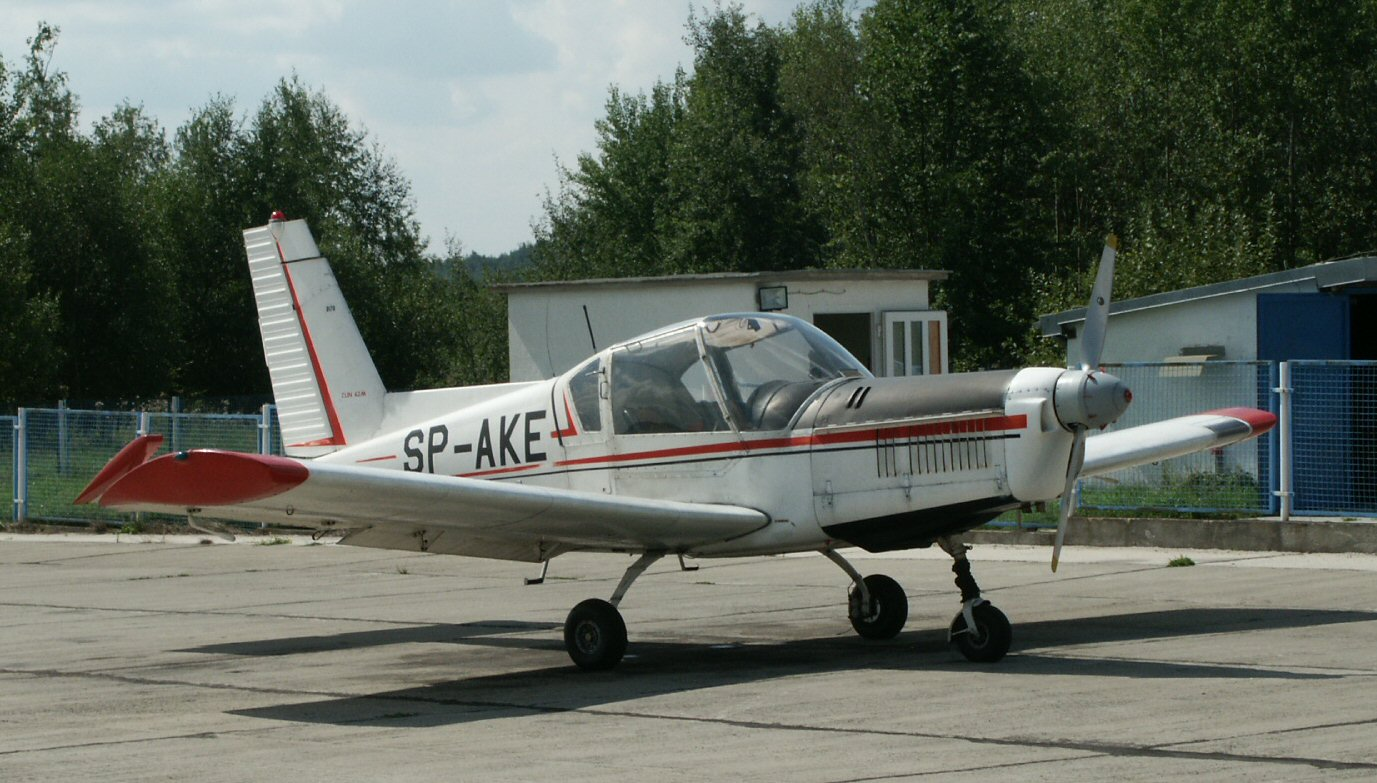
Zlín Z 42M

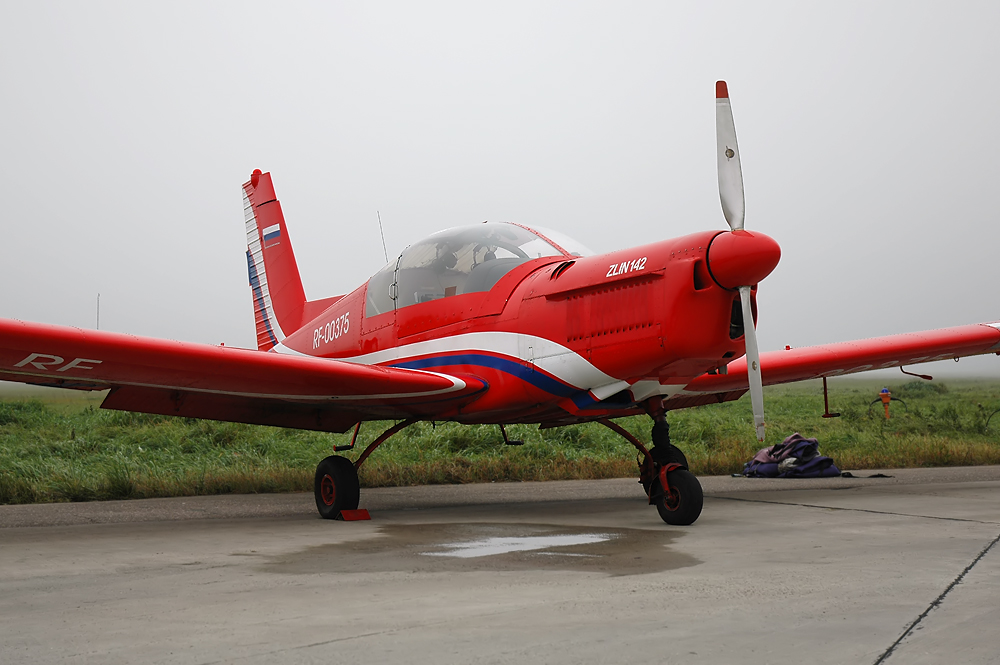
Zlín Z-142

La aeronave fue construida por Moravan Aviation, compañía fundada en 1934 por Tomáš Baťa en Checoslovaquia.
Como reemplazo de la exitosa serie Zlín Z 26 de entrenadores acrobáticos en tándem, Moravan desarrolló una nueva familia de aviones ligeros, con un diseño de asientos uno al lado del otro, el Zlín Z 42, y un avión de entrenamiento o turismo de cuatro asientos, el Z 43. El Z 42 voló por primera vez el 17 de octubre de 1967, obteniendo la certificación de aeronavegabilidad el 7 de septiembre de 1970.
El Zlín Z 42M revisado voló en noviembre de 1972, con una cola tomada del Z 43, y una hélice de velocidad constante que reemplaza a la hélice de paso variable del Z 42 original. Cuando los primeros Z 42 fueron reacondicionados con la nueva hélice, fueron redesignados como Z 42 MU.
El desarrollo continuó, con el Zlín Z 142, con un fuselaje de dos asientos ligeramente ampliado basado en el del Z 42 y el más potente (157 kW (210 hp)) Walter (ahora LOM) M 337 con inyección de combustible de seis cilindros invertida, motor refrigerado por aire del Z 43 que reemplaza al motor LOM M137 del Z 42. El prototipo Z-142 voló por primera vez el 29 de diciembre de 1978.

### Z-242
Es un avión desarrollado a finales de la década de 1980. Está accionado por un motor Lycoming AEIO-360A1B6 de 200 caballos de fuerza y cuatro cilindros opuestos horizontalmente, con una hélice MT/Hartzel. Además, puede ser equipado con una amplia variedad de instrumentos y aviónica para poder operar tanto de día como de noche, a fin de servir como entrenador a futuros pilotos civiles y militares.

### Fernas 142
La producción bajo licencia del Z 142 se ha llevado a cabo en Argelia por ECA Fernas (a veces conocido simplemente como Fernas) como el ECA-Fernas 142, con modificaciones acrobáticas.

## Historia operacional
Dos Z-142s fueron utilizados por los Tigres de Liberación del Eelam Tamil para bombardeos en las bases de la fuerza aérea de Sri Lanka en 2007. En octubre de 2008, los Zlín también fueron utilizados en el ataque a una base militar del ejército de Sri Lanka y una central eléctrica en las afueras de la ciudad de Colombo, Sri Lanka.

## Variantes

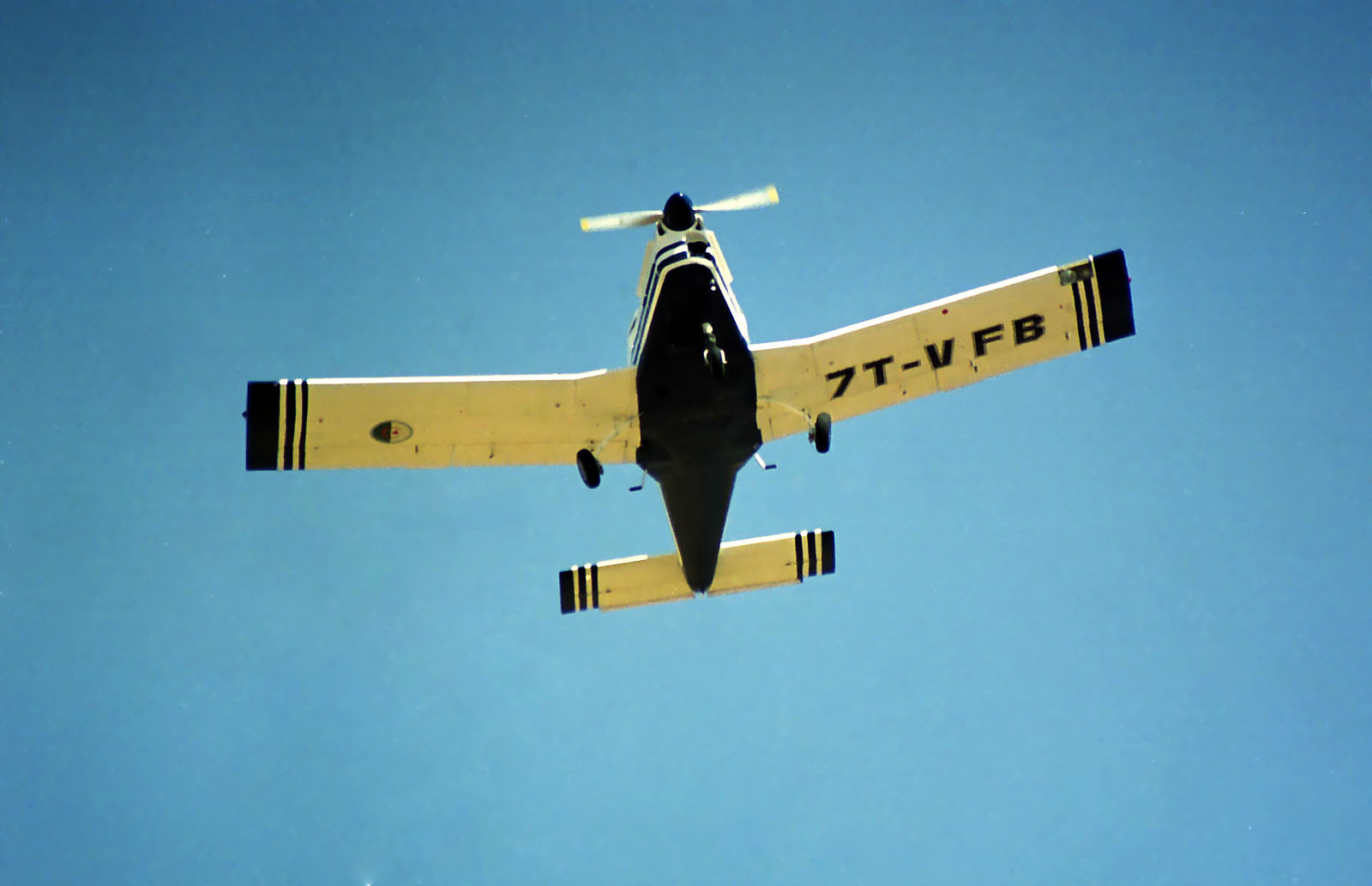
ECA Fernas 142 de construcción argelina

- Zlín Z 42: Primera versión, motor M-137A, 132 kW, 1970-1973.[10]
- Zlín Z 42M: Motor M-137A, 132 kW, 1973-1980.[10]
- Zlín Z 142: Motor M-337, 157 kW, 1979 1992.[10]
- Zlín Z 242: 200 caballos (149 kW).[10]
- Zlín Z 242L «Guru»: Motor Lycoming IO-360, 149 kW, desde 1992.[11]
- Fernas 142 / ECA Fernas 142: (ECA Entreprise de construction aéronautique) Licencia de producción argelina del Z 142. Voló por primera vez en 1993.[12][13]

## Operadores

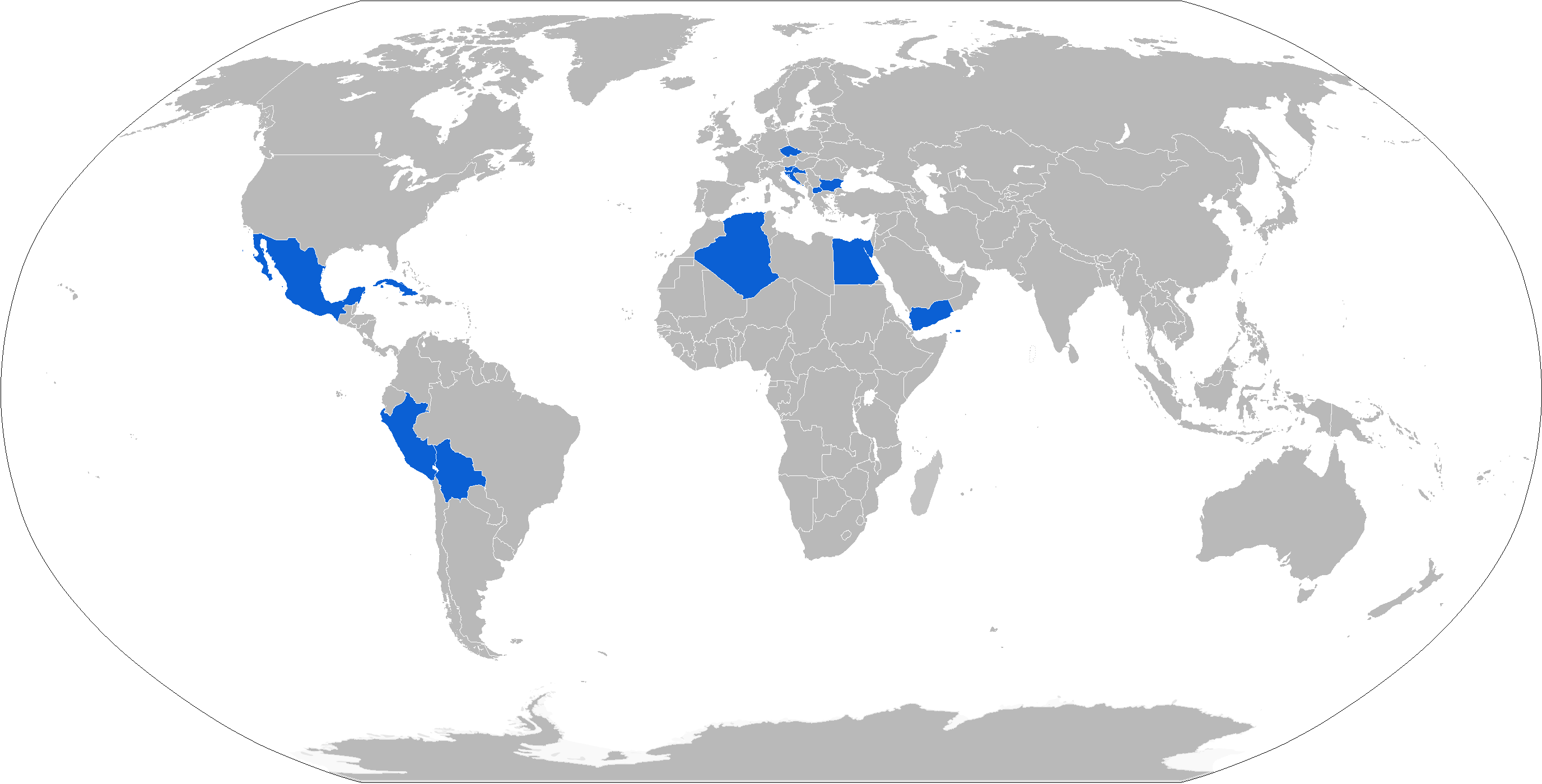
Mapa con operadores militares Zlín Z 42 en azul

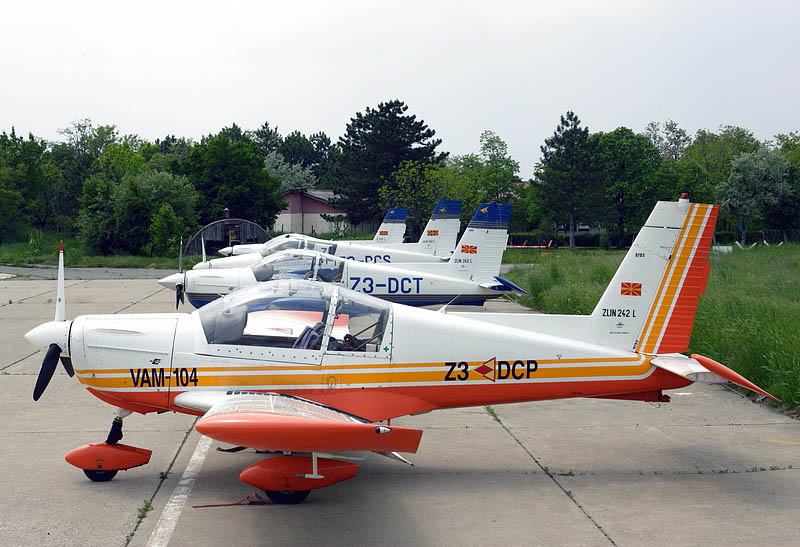
ZLIN Z-242 de la Fuerza Aérea Macedónica

### Civiles
El avión es popular entre las organizaciones de entrenamiento de vuelo. Uno de los operadores de flotas más grandes es Sault College de Sault Ste. Marie, Ontario, Canadá, que opera quince 242L.

### Militares
- Argelia
  - Fuerza Aérea Argelina: Producción local bajo el nombre de Fernas-142[12]

- Australia
  - Fuerza de Defensa Australiana: Tres en servicio utilizados para entrenar pilotos a partir de 2017.[15]

- Bolivia
  - Fuerza Aérea Boliviana: nueve x Z-242L ordenados en 2016.[16]

- Bulgaria
  - Fuerza Aérea de Bulgaria: Z 42.[17]

- Cuba
  - Fuerza Aérea Cubana: Z-142[18]

- Croacia
  - Fuerza Aérea y Defensa Aérea Croata - Z-242L[19]

- República Checa
  - Fuerza Aérea Checa: Z-142[20]

- Macedonia del Norte
  - Fuerza Aérea de Macedonia: Z-242L[21]

- México
  - Armada de México: Z-242[22]

- Perú
  - Fuerza Aérea del Perú: Z-242[22]

- Eslovenia
  - Fuerza Aérea de Eslovenia: Siete Z-242[23][24]

- Yemen
  - Fuerza Aérea de Yemen: Z-242[22]

- Hungría
  - Fuerza Aérea de Hungría - Z-242L[25]

- Organizaciones separatistas
  -  Tigres de Liberación del Eelam Tamil[8][9]

## Características técnicas
Características técnicas del Zlín Z-242.
- Planta motriz: Textron Lycoming AEIO-360A1B6 de 200hp
- Hélice: Tripala MT/Hartzel
- Velocidad máxima: 236 km/h
- Velocidad de crucero: 227 km/h
- Altitud máxima: 5500 m
- Alcance máximo: 1056 km
- Envergadura: 9,34 m
- Largo: 6,94 m
- Peso vacío: 730 kg
- Peso máximo al despegar: 970 kg

## Aeronaves similares
- Pilatus PC-9
- Embraer EMB 312 Tucano
- ENAER T-35 Pillán
- PZL-130 Orlik
- Short Tucano
- Texan II
- KAI KT-1 Woongbi
- TAI Hürkuş